# Seznam dílů seriálu Arrow
Toto je seznam dílů seriálu Arrow. Americký seriál Arrow vysílala televizní stanice The CW v letech 2012–2020. Celkem vzniklo v osmi řadách 170 dílů. V Česku vysílala prvních pět řad seriálu v letech 2013–2018 stanice Nova Action.

## Přehled řad
| Řada | Díly | Premiéra v USA | Premiéra v USA  | Premiéra v ČR     | Premiéra v ČR      |
| Řada | Díly | První díl      | Poslední díl    | První díl         | Poslední díl       |
| ---- | ---- | -------------- | --------------- | ----------------- | ------------------ |
| 1    | 23   | 10. října 2012 | 15. května 2013 | 20. října 2013    | 19. ledna 2014     |
| 2    | 23   | 9. října 2013  | 14. května 2014 | 28. prosince 2014 | 15. března 2015    |
| 3    | 23   | 8. října 2014  | 13. května 2015 | 21. února 2016    | 8. května 2016     |
| 4    | 23   | 7. října 2015  | 25. května 2016 | 11. září 2016     | 27. listopadu 2016 |
| 5    | 23   | 5. října 2016  | 24. května 2017 | 19. února 2018    | 13. března 2018    |
| 6    | 23   | 12. října 2017 | 17. května 2018 | nebylo vysíláno   | nebylo vysíláno    |
| 7    | 22   | 15. října 2018 | 13. května 2019 | nebylo vysíláno   | nebylo vysíláno    |
| 8    | 10   | 15. října 2019 | 28. ledna 2020  | nebylo vysíláno   | nebylo vysíláno    |

## Seznam dílů

### První řada (2012–2013)
| Č. v seriálu | Č. v řadě | Původní název                | Český název           | Režie           | Scénář                                            | Premiéra v USA     | Premiéra v ČR      | Prod. kód |
| ------------ | --------- | ---------------------------- | --------------------- | --------------- | ------------------------------------------------- | ------------------ | ------------------ | --------- |
| 1            | 1         | Pilot                        | Nový začátek          | David Nutter    | Andrew Kreisberg, Marc Guggenheim a Greg Berlanti | 10. října 2012     | 20. října 2013     | 296818    |
| 2            | 2         | Honor Thy Father             | Cti otce svého        | David Barrett   | Andrew Kreisberg, Marc Guggenheim a Greg Berlanti | 17. října 2012     | 26. října 2013     | 2J7302    |
| 3            | 3         | Lone Gunmen                  | Osamělý střelec       | Guy Bee         | Andrew Kreisberg, Marc Guggenheim a Greg Berlanti | 24. října 2012     | 27. října 2013     | 2J7303    |
| 4            | 4         | An Innocent Man              | Nevinný člověk        | Vince Misiano   | Moira Kirland a Lana Cho                          | 31. října 2012     | 2. listopadu 2013  | 2J7304    |
| 5            | 5         | Damaged                      | Šrámy                 | Michael Schultz | Wendy Mericle a Ben Sokolowski                    | 7. listopadu 2012  | 3. listopadu 2013  | 2J7305    |
| 6            | 6         | Legacies                     | Odkaz                 | John Behring    | Moira Kirland a Marc Guggenheim                   | 14. listopadu 2012 | 16. listopadu 2013 | 2J7306    |
| 7            | 7         | Muse of Fire                 | Ohnivá múza           | David Grossman  | Geoff Johns, Marc Guggenheim a Andrew Kreisberg   | 28. listopadu 2012 | 23. listopadu 2013 | 2J7307    |
| 8            | 8         | Vendetta                     | Vendeta               | Kenneth Fink    | Beth Schwartz a Andrew Kreisberg                  | 5. prosince 2012   | 24. listopadu 2013 | 2J7308    |
| 9            | 9         | Year's End                   | Konec roku            | John Dahl       | Andrew Kreisberg, Marc Guggenheim a Greg Berlanti | 12. prosince 2012  | 30. listopadu 2013 | 2J7309    |
| 10           | 10        | Burned                       | Spálený               | Eagle Egilsson  | Moira Kirland a Ben Sokolowski                    | 16. ledna 2013     | 1. prosince 2013   | 2J7310    |
| 11           | 11        | Trust But Verify             | Důvěřuj, ale prověřuj | Nick Copus      | Gabrielle Stanton                                 | 23. ledna 2013     | 7. prosince 2013   | 2J7311    |
| 12           | 12        | Vertigo                      | Vertigo               | Wendey Stanzler | Wendy Mericle a Ben Sokolowski                    | 30. ledna 2013     | 8. prosince 2013   | 2J7312    |
| 13           | 13        | Betrayal                     | Zrada                 | Guy Bee         | Lana Cho a Beth Schwartz                          | 6. února 2013      | 14. prosince 2013  | 2J7313    |
| 14           | 14        | The Odyssey                  | Odysea                | John Behring    | Andrew Kreisberg, Marc Guggenheim a Greg Berlanti | 13. února 2013     | 15. prosince 2013  | 2J7314    |
| 15           | 15        | Dodger                       | Dodger                | Eagle Egilsson  | Beth Schwartz                                     | 20. února 2013     | 21. prosince 2013  | 2J7315    |
| 16           | 16        | Dead to Rights               | Chycen při činu       | Glen Winter     | Geoff Johns                                       | 27. února 2013     | 22. prosince 2013  | 2J7316    |
| 17           | 17        | The Huntress Returns         | Huntress se vrací     | Guy Bee         | Jake Coburn a Lana Cho                            | 20. března 2013    | 29. prosince 2013  | 2J7317    |
| 18           | 18        | Salvation                    | Vykoupení             | Nick Copus      | Drew Z. Greenberg a Wendy Mericle                 | 27. března 2013    | 4. ledna 2014      | 2J7318    |
| 19           | 19        | Unfinished Business          | Nevyřízené účty       | Michael Offer   | Bryan Q. Miller a Lindsey Allen                   | 3. dubna 2013      | 5. ledna 2014      | 2J7319    |
| 20           | 20        | Home Invasion                | Nezvaný host          | Ken Fink        | Ben Sokolowski a Beth Schwartz                    | 24. dubna 2013     | 11. ledna 2014     | 2J7320    |
| 21           | 21        | The Undertaking              | Zúčtování             | Michael Shultz  | Jake Coburn a Lana Cho                            | 1. května 2013     | 12. ledna 2014     | 2J7321    |
| 22           | 22        | Darkness on the Edge of Town | Temnota nad městem    | John Behring    | Drew Z. Greenberg a Wendy Mericle                 | 8. května 2013     | 18. ledna 2014     | 2J7322    |
| 23           | 23        | Sacrifice                    | Oběť                  | David Barrett   | Marc Guggenheim a Andrew Kreisberg                | 15. května 2013    | 19. ledna 2014     | 2J7323    |

### Druhá řada (2013–2014)
| Č. v seriálu | Č. v řadě | Původní název            | Český název                                 | Režie            | Scénář                                                                     | Premiéra v USA     | Premiéra v ČR     | Prod. kód |
| ------------ | --------- | ------------------------ | ------------------------------------------- | ---------------- | -------------------------------------------------------------------------- | ------------------ | ----------------- | --------- |
| 24           | 1         | City of Heroes           | Město hrdinů                                | John Behring     | Andrew Kreisberg, Marc Guggenheim a Greg Berlanti                          | 9. října 2013      | 28. prosince 2014 | 2J7451    |
| 25           | 2         | Identity                 | Identita                                    | Nick Copus       | Ben Sokolowski a Beth Schwartz                                             | 16. října 2013     | 4. ledna 2015     | 2J7452    |
| 26           | 3         | Broken Dolls             | Polámané panenky                            | Glen Winter      | Marc Guggenheim a Keto Shimizu                                             | 23. října 2013     | 4. ledna 2015     | 2J7453    |
| 27           | 4         | Crucible                 | Zkouška ohněm                               | Eagle Egilsson   | Andrew Kreisberg a Wendy Mericle                                           | 30. října 2013     | 11. ledna 2015    | 2J7454    |
| 28           | 5         | League of Assassins      | Liga asasínů                                | Wendey Stanzler  | Jake Coburn a Drew Z. Greenberg                                            | 6. listopadu 2013  | 11. ledna 2015    | 2J7455    |
| 29           | 6         | Keep Your Enemies Closer | Přátelé si drž u těla, nepřátele ještě blíž | Guy Bee          | Ben Sokolowski a Beth Schwartz                                             | 13. listopadu 2013 | 18. ledna 2015    | 2J7456    |
| 30           | 7         | State v. Queen           | Stát versus Queenová                        | Bethany Rooney   | Marc Guggenheim a Drew Z. Greenberg                                        | 20. listopadu 2013 | 18. ledna 2015    | 2J7457    |
| 31           | 8         | The Scientist            | Vědec                                       | Michael Schultz  | Greg Berlanti a Andrew Kreisberg                                           | 4. prosince 2013   | 25. ledna 2015    | 2J7458    |
| 32           | 9         | Three Ghosts             | Tři duchové                                 | John Behring     | Greg Berlanti a Andrew Kreisberg                                           | 11. prosince 2013  | 25. ledna 2015    | 2J7459    |
| 33           | 10        | Blast Radius             | Oblast výbuchu                              | Rob Hardy        | Jake Coburn a Keto Shimizu                                                 | 15. ledna 2014     | 1. února 2015     | 2J7460    |
| 34           | 11        | Blind Spot               | Největší slabina                            | Glen Winter      | Wendy Mericle a Beth Schwartz                                              | 22. ledna 2014     | 1. února 2015     | 2J7461    |
| 35           | 12        | Tremors                  | Záchvěvy                                    | Guy Bee          | Marc Guggenheim a Drew Z. Greenberg                                        | 29. ledna 2014     | 8. února 2015     | 2J7462    |
| 36           | 13        | Heir to the Demon        | Vtělení démona                              | Wendey Stanzler  | Jake Coburn                                                                | 5. února 2014      | 8. února 2015     | 2J7463    |
| 37           | 14        | Time of Death            | Čas smrti                                   | Nick Copus       | Wendy Mericle a Beth Schwartz                                              | 26. února 2014     | 15. února 2015    | 2J7464    |
| 38           | 15        | The Promise              | Slib                                        | Glen Winter      | Jake Coburn a Ben Sokolowski                                               | 5. března 2014     | 15. února 2015    | 2J7465    |
| 39           | 16        | Suicide Squad            | Sebevražedný oddíl                          | Larry Teng       | Keto Shimizu a Bryan Q. Miller                                             | 19. března 2014    | 22. února 2015    | 2J7466    |
| 40           | 17        | Birds of Prey            | Šelmy                                       | John Behring     | Mark Bemesderfer a A. C. Bradley                                           | 26. března 2014    | 22. února 2015    | 2J7467    |
| 41           | 18        | Deathstroke              | Deathstroke                                 | Guy Bee          | Marc Guggenheim a Drew Z. Greenberg                                        | 2. dubna 2014      | 1. března 2015    | 2J7468    |
| 42           | 19        | The Man Under the Hood   | Kdo se skrývá pod kápí                      | Jesse Warren     | námět: Greg Berlanti a Geoff Johns scénář: Andrew Kreisberg a Keto Shimizu | 16. dubna 2014     | 1. března 2015    | 2J7469    |
| 43           | 20        | Seeing Red               | Rudo před očima                             | Doug Aarniokoski | Wendy Mericle a Beth Schwartz                                              | 23. dubna 2014     | 8. března 2015    | 2J7470    |
| 44           | 21        | City of Blood            | Bloodovo město                              | Michael Schultz  | Holly Harold                                                               | 30. dubna 2014     | 8. března 2015    | 2J7471    |
| 45           | 22        | Streets of Fire          | Ulice v plamenech                           | Nick Copus       | Jake Coburn a Ben Sokolowski                                               | 7. května 2014     | 15. března 2015   | 2J7472    |
| 46           | 23        | Unthinkable              | Nemyslitelné                                | John Behring     | námět: Greg Berlanti scénář: Marc Guggenheim a Andrew Kreisberg            | 14. května 2014    | 15. března 2015   | 2J7473    |

### Třetí řada (2014–2015)
| Č. v seriálu | Č. v řadě | Původní název                       | Český název                   | Režie            | Scénář                                                                            | Premiéra v USA     | Premiéra v ČR   | Prod. kód |
| ------------ | --------- | ----------------------------------- | ----------------------------- | ---------------- | --------------------------------------------------------------------------------- | ------------------ | --------------- | --------- |
| 47           | 1         | The Calm                            | Klid                          | Glen Winter      | námět: Greg Berlanti a Andrew Kreisberg scénář: Marc Guggenheim a Jake Coburn     | 8. října 2014      | 21. února 2016  | 3J5151    |
| 48           | 2         | Sara                                | Sára                          | Wendey Stanzler  | Jake Coburn a Keto Shimizu                                                        | 15. října 2014     | 21. února 2016  | 3J5152    |
| 49           | 3         | Corto Maltese                       | Corto Maltese                 | Stephen Surjik   | Erik Oleson a Beth Schwartz                                                       | 22. října 2014     | 28. února 2016  | 3J5153    |
| 50           | 4         | The Magician                        | Kouzelník                     | John Behring     | Wendy Mericle a Marc Guggenheim                                                   | 29. října 2014     | 28. února 2016  | 3J5154    |
| 51           | 5         | The Secret Origin of Felicity Smoak | Tajný původ Felicity Smoakové | Michael Schultz  | Ben Sokolowski a Brian Ford Sullivan                                              | 5. listopadu 2014  | 6. března 2016  | 3J5155    |
| 52           | 6         | Guilty                              | Vinen                         | Peter Leto       | Erik Oleson a Keto Shimizu                                                        | 12. listopadu 2014 | 6. března 2016  | 3J5156    |
| 53           | 7         | Draw Back Your Bow                  | Natáhni svůj luk              | Rob Hardy        | Wendy Mericle a Beth Schwartz                                                     | 19. listopadu 2014 | 13. března 2016 | 3J5157    |
| 54           | 8         | The Brave and the Bold              | Stateční a smělí              | Jesse Warn       | námět: Greg Berlanti a Andrew Kreisberg scénář: Marc Guggenheim a Grainne Godfree | 3. prosince 2014   | 13. března 2016 | 3J5158    |
| 55           | 9         | The Climb                           | Výstup                        | Thor Freudenthal | Jake Coburn a Keto Shimizu                                                        | 10. prosince 2014  | 20. března 2016 | 3J5159    |
| 56           | 10        | Left Behind                         | Důkaz smrti                   | Glen Winter      | Marc Guggenheim a Erik Oleson                                                     | 21. ledna 2015     | 20. března 2016 | 3J5160    |
| 57           | 11        | Midnight City                       | Půlnoční město                | Nick Copus       | Wendy Mericle a Ben Sokolowski                                                    | 28. ledna 2015     | 27. března 2016 | 3J5161    |
| 58           | 12        | Uprising                            | Vzpoura                       | Jesse Warn       | Beth Schwartz a Brian Ford Sullivan                                               | 4. února 2015      | 27. března 2016 | 3J5162    |
| 59           | 13        | Canaries                            | Dvě Canary                    | Michael Schultz  | Jake Coburn a Emilio Ortega Aldrich                                               | 11. února 2015     | 3. dubna 2016   | 3J5163    |
| 60           | 14        | The Return                          | Návrat                        | Dermott Downs    | Marc Guggenheim a Erik Oleson                                                     | 18. února 2015     | 3. dubna 2016   | 3J5164    |
| 61           | 15        | Nanda Parbat                        | Nanda Parbat                  | Gregory Smith    | námět: Erik Oleson a Ben Sokolowski scénář: Wendy Mericle a Ben Sokolowski        | 25. února 2015     | 10. dubna 2016  | 3J5165    |
| 62           | 16        | The Offer                           | Nabídka                       | Dermott Downs    | Beth Schwartz a Brian Ford Sullivan                                               | 18. března 2015    | 10. dubna 2016  | 3J5166    |
| 63           | 17        | Suicidal Tendencies                 | Sebevražedné sklony           | Jesse Warn       | Keto Shimizu                                                                      | 25. března 2015    | 17. dubna 2016  | 3J5167    |
| 64           | 18        | Public Enemy                        | Veřejný nepřítel              | Dwight Little    | Marc Guggenheim a Wendy Mericle                                                   | 1. dubna 2015      | 17. dubna 2016  | 3J5168    |
| 65           | 19        | Broken Arrow                        | Zlomený šíp                   | Doug Aarniokoski | námět: Ben Sokolowski a Brian Ford Sullivan scénář: Jake Coburn                   | 15. dubna 2015     | 24. dubna 2016  | 3J5169    |
| 66           | 20        | The Fallen                          | Pád                           | Antonio Negret   | Wendy Mericle a Oscar Balderrama                                                  | 22. dubna 2015     | 24. dubna 2016  | 3J5170    |
| 67           | 21        | Al Sah-him                          | Al Sah-him                    | Thor Freudenthal | námět: Brian Ford Sullivan a Emilio Ortega Aldrich scénář: Beth Schwartz          | 29. dubna 2015     | 1. května 2016  | 3J5171    |
| 68           | 22        | This Is Your Sword                  | Tohle je tvůj meč             | Wendey Stanzler  | námět: Ben Sokolowski a Brian Ford Sullivan scénář: Erik Oleson                   | 6. května 2015     | 1. května 2016  | 3J5172    |
| 69           | 23        | My Name Is Oliver Queen             | Jmenuji se Oliver Queen       | John Behring     | námět: Marc Guggenheim a Jake Coburn scénář: Greg Berlanti a Andrew Kreisberg     | 13. května 2015    | 8. května 2016  | 3J5173    |

### Čtvrtá řada (2015–2016)
| Č. v seriálu | Č. v řadě | Původní název        | Český název       | Režie                | Scénář                                                                               | Premiéra v USA     | Premiéra v ČR      | Prod. kód |
| ------------ | --------- | -------------------- | ----------------- | -------------------- | ------------------------------------------------------------------------------------ | ------------------ | ------------------ | --------- |
| 70           | 1         | Green Arrow          | Green Arrow       | Thor Freudenthal     | námět: Greg Berlanti a Beth Schwartz scénář: Marc Guggenheim a Wendy Mericle         | 7. října 2015      | 11. září 2016      | 3J5801    |
| 71           | 2         | The Candidate        | Kandidát          | John Behring         | Marc Guggenheim a Keto Shimizu                                                       | 14. října 2015     | 11. září 2016      | 3J5802    |
| 72           | 3         | Restoration          | Vzkříšení         | Wendey Stanzler      | Wendy Mericle a Speed Weed                                                           | 21. října 2015     | 18. září 2016      | 3J5803    |
| 73           | 4         | Beyond Redemption    | Nenapravitelní    | Lexi Alexander       | Beth Schwartz a Ben Sokolowski                                                       | 28. října 2015     | 18. září 2016      | 3J5805    |
| 74           | 5         | Haunted              | Bez duše          | John Badham          | Brian Ford Sullivan a Oscar Balderrama                                               | 4. listopadu 2015  | 25. září 2016      | 3J5804    |
| 75           | 6         | Lost Souls           | Ztracené duše     | Antonio Negret       | Beth Schwartz a Emilio Ortega Aldrich                                                | 11. listopadu 2015 | 25. září 2016      | 3J5806    |
| 76           | 7         | Brotherhood          | Bratrství         | James Bamford        | Speed Weed a Keto Shimizu                                                            | 18. listopadu 2015 | 2. října 2016      | 3J5807    |
| 77           | 8         | Legends of Yesterday | Legendy včerejška | Thor Freudenthal     | námět: Greg Berlanti a Marc Guggenheim scénář: Brian Ford Sullivan a Marc Guggenheim | 2. prosince 2015   | 2. října 2016      | 3J5808    |
| 78           | 9         | Dark Waters          | Temné vody        | John Behring         | Wendy Mericle a Ben Sokolowski                                                       | 9. prosince 2015   | 9. října 2016      | 3J5809    |
| 79           | 10        | Blood Debts          | Dluhy krve        | Jesse Warn           | Oscar Balderrama a Sarah Tarkoff                                                     | 20. ledna 2016     | 9. října 2016      | 3J5810    |
| 80           | 11        | A.W.O.L.             | Stín minulosti    | Charlotte Brändström | Brian Ford Sullivan a Emilio Ortega Aldrich                                          | 27. ledna 2016     | 16. října 2016     | 3J5811    |
| 81           | 12        | Unchained            | Nespoutaní        | Kevin Fair           | Speed Weed a Beth Schwartz                                                           | 3. února 2016      | 16. října 2016     | 3J5812    |
| 82           | 13        | Sins of the Father   | Hříchy otců       | Gordon Verheul       | Ben Sokolowski a Keto Shimizu                                                        | 10. února 2016     | 23. října 2016     | 3J5813    |
| 83           | 14        | Code of Silence      | Slib mlčenlivosti | James Bamford        | Wendy Mericle a Oscar Balderrama                                                     | 17. února 2016     | 23. října 2016     | 3J5814    |
| 84           | 15        | Taken                | Unesený           | Gregory Smith        | námět: Marc Guggenheim scénář: Keto Shimizu a Brian Ford Sullivan                    | 24. února 2016     | 30. října 2016     | 3J5815    |
| 85           | 16        | Broken Hearts        | Zlomená srdce     | John Showalter       | Rebecca Bellotto a Nolan Dunbar                                                      | 23. března 2016    | 30. října 2016     | 3J5816    |
| 86           | 17        | Beacon of Hope       | Maják naděje      | Michael Schultz      | Ben Sokolowski a Brian Ford Sullivan                                                 | 30. března 2016    | 6. listopadu 2016  | 3J5817    |
| 87           | 18        | Eleven-Fifty-Nine    | 11:59             | Rob Hardy            | Marc Guggenheim a Keto Shimizu                                                       | 6. dubna 2016      | 6. listopadu 2016  | 3J5818    |
| 88           | 19        | Canary Cry           | Canaryin křik     | Laura Belsey         | Wendy Mericle a Beth Schwartz                                                        | 27. dubna 2016     | 13. listopadu 2016 | 3J5819    |
| 89           | 20        | Genesis              | Genesis           | Gregory Smith        | Oscar Balderrama a Emilio Ortega Aldrich                                             | 4. května 2016     | 13. listopadu 2016 | 3J5820    |
| 90           | 21        | Monument Point       | Monument Point    | Kevin Tancharoen     | Speed Weed a Jenny Lynn                                                              | 11. května 2016    | 20. listopadu 2016 | 3J5821    |
| 91           | 22        | Lost in the Flood    | Ztraceni v potopě | Glen Winter          | Brian Ford Sullivan a Oscar Balderrama                                               | 18. května 2016    | 20. listopadu 2016 | 3J5822    |
| 92           | 23        | Schism               | Schizma           | John Behring         | námět: Greg Berlanti scénář: Wendy Mericle a Marc Guggenheim                         | 25. května 2016    | 27. listopadu 2016 | 3J5823    |

### Pátá řada (2016–2017)
| Č. v seriálu | Č. v řadě | Původní název           | Český název         | Režie            | Scénář                                                       | Premiéra v USA     | Premiéra v ČR   | Prod. kód |
| ------------ | --------- | ----------------------- | ------------------- | ---------------- | ------------------------------------------------------------ | ------------------ | --------------- | --------- |
| 93           | 1         | Legacy                  | Canaryin odkaz      | James Bamford    | námět: Greg Berlanti scénář: Marc Guggenheim a Wendy Mericle | 5. října 2016      | 19. února 2018  | T27.13201 |
| 94           | 2         | The Recruits            | Rekruti             | James Bamford    | Speed Weed a Beth Schwartz                                   | 12. října 2016     | 20. února 2018  | T27.13202 |
| 95           | 3         | A Matter of Trust       | Otázka důvěry       | Gregory Smith    | Ben Sokolowski a Emilio Ortega Aldrich                       | 19. října 2016     | 21. února 2018  | T27.13203 |
| 96           | 4         | Penance                 | Pokání              | Dermott Downs    | Brian Ford Sullivan a Oscar Balderrama                       | 26. října 2016     | 22. února 2018  | T27.13204 |
| 97           | 5         | Human Target            | Lidský terč         | Laura Belsey     | Oscar Balderrama a Sarah Tarkoff                             | 2. listopadu 2016  | 23. února 2018  | T27.13205 |
| 98           | 6         | So It Begins            | Tak to začíná       | John Behring     | Wendy Mericle a Brian Ford Sullivan                          | 9. listopadu 2016  | 24. února 2018  | T27.13206 |
| 99           | 7         | Vigilante               | Vigilante           | Gordon Verheul   | Ben Sokolowski a Emilio Ortega Aldrich                       | 16. listopadu 2016 | 25. února 2018  | T27.13207 |
| 100          | 8         | Invasion!               | Invaze!             | James Bamford    | námět: Greg Berlanti scénář: Marc Guggenheim a Wendy Mericle | 30. listopadu 2016 | 26. února 2018  | T27.13208 |
| 101          | 9         | What We Leave Behind    | Co za námi zůstává  | Antonio Negret   | Wendy Mericle a Beth Schwartz                                | 7. prosince 2016   | 27. února 2018  | T27.13209 |
| 102          | 10        | Who Are You?            | Kdo jsi?            | Gregory Smith    | Ben Sokolowski a Brian Ford Sullivan                         | 25. ledna 2017     | 28. února 2018  | T27.13210 |
| 103          | 11        | Second Chances          | Druhé šance         | Mark Bunting     | Speed Weed a Sarah Tarkoff                                   | 1. února 2017      | 1. března 2018  | T27.13211 |
| 104          | 12        | Bratva                  | Bratva              | Ben Bray         | Oscar Balderrama a Emilio Ortega Aldrich                     | 8. února 2017      | 2. března 2018  | T27.13212 |
| 105          | 13        | Spectre of the Gun      | Obavy ze zbraní     | Kristin Windell  | Marc Guggenheim                                              | 15. února 2017     | 3. března 2018  | T27.13213 |
| 106          | 14        | The Sin-Eater           | Pojídač hříchů      | Mary Lambert     | Barbara Bloom a Jenny Lynn                                   | 22. února 2017     | 4. března 2018  | T27.13214 |
| 107          | 15        | Fighting Fire with Fire | Ohněm proti ohni    | Michael Schultz  | Speed Weed a Ben Sokolowski                                  | 1. března 2017     | 5. března 2018  | T27.13215 |
| 108          | 16        | Checkmate               | Šachmat             | Ken Shane        | Beth Schwartz a Sarah Tarkoff                                | 15. března 2017    | 6. března 2018  | T27.13216 |
| 109          | 17        | Kapiushon               | Kapjušon            | Kevin Tancharoen | Brian Ford Sullivan a Emilio Ortega Aldrich                  | 22. března 2017    | 7. března 2018  | T27.13217 |
| 110          | 18        | Disbanded               | Rozpuštěný tým      | JJ Makaro        | Rebecca Bellotto                                             | 29. března 2017    | 8. března 2018  | T27.13218 |
| 111          | 19        | Dangerous Liaisons      | Nebezpečné kontakty | Joel Novoa       | Speed Weed a Elizabeth Kim                                   | 26. dubna 2017     | 9. března 2018  | T27.13219 |
| 112          | 20        | Underneath              | Pod zemí            | Wendey Stanzler  | Wendy Mericle a Beth Schwartz                                | 3. května 2017     | 10. března 2018 | T27.13220 |
| 113          | 21        | Honor Thy Fathers       | Ctěte otce své      | Laura Belsey     | Marc Guggenheim a Sarah Tarkoff                              | 10. května 2017    | 11. března 2018 | T27.13221 |
| 114          | 22        | Missing                 | Pohřešovaní         | Mairzee Almas    | Speed Weed a Oscar Balderrama                                | 17. května 2017    | 12. března 2018 | T27.13222 |
| 115          | 23        | Lian Yu                 | Lian Yu             | Jesse Warn       | Wendy Mericle a Marc Guggenheim                              | 24. května 2017    | 13. března 2018 | T27.13223 |

### Šestá řada (2017–2018)
| Č. v seriálu | Č. v řadě | Původní název              | Režie              | Scénář                                                                           | Premiéra v USA     | Prod. kód |
| ------------ | --------- | -------------------------- | ------------------ | -------------------------------------------------------------------------------- | ------------------ | --------- |
| 116          | 1         | Fallout                    | James Bamford      | Marc Guggenheim a Wendy Mericle                                                  | 12. října 2017     | T27.13451 |
| 117          | 2         | Tribute                    | Laura Belsey       | námět: Adam Schwartz scénář: Marc Guggenheim a Beth Schwartz                     | 19. října 2017     | T27.13452 |
| 118          | 3         | Next of Kin                | Kevin Tancharoen   | Speed Weed a Oscar Balderrama                                                    | 26. října 2017     | T27.13453 |
| 119          | 4         | Reversal                   | Gregory Smith      | Sarah Tarkoff a Emilio Ortega Aldrich                                            | 2. listopadu 2017  | T27.13454 |
| 120          | 5         | Deathstroke Returns        | Joel Novoa         | Ben Sokolowski a Spiro Skentzos                                                  | 9. listopadu 2017  | T27.13455 |
| 121          | 6         | Promises Kept              | Antonio Negret     | Oscar Balderrama a Rebecca Bellotto                                              | 16. listopadu 2017 | T27.13456 |
| 122          | 7         | Thanksgiving               | Gordon Verheul     | Wendy Mericle a Speed Weed                                                       | 23. listopadu 2017 | T27.13457 |
| 123          | 8         | Crisis on Earth-X, Part 2  | James Bamford      | námět: Marc Guggenheim a Andrew Kreisberg scénář: Wendy Mericle a Ben Sokolowski | 27. listopadu 2017 | T27.13458 |
| 124          | 9         | Irreconcilable Differences | Laura Belsey       | Beth Schwartz a Sarah Tarkoff                                                    | 7. prosince 2017   | T27.13459 |
| 125          | 10        | Divided                    | James Bamford      | Ben Sokolowski a Emilio Ortega Aldrich                                           | 18. ledna 2018     | T27.13460 |
| 126          | 11        | We Fall                    | Wendey Stanzler    | Speed Weed a Spiro Skentzos                                                      | 25. ledna 2018     | T27.13461 |
| 127          | 12        | All for Nothing            | Mairzee Almas      | Beth Schwartz a Oscar Balderrama                                                 | 1. února 2018      | T27.13462 |
| 128          | 13        | The Devil's Greatest Trick | JJ Makaro          | Sarah Tarkoff a Emilio Ortega Aldrich                                            | 8. února 2018      | T27.13463 |
| 129          | 14        | Collision Course           | Ken Shane          | Oscar Balderrama a Rebecca Bellotto                                              | 1. března 2018     | T27.13464 |
| 130          | 15        | Doppelganger               | Kristin Windell    | námět: Christos Gage a Ruth Fletcher Gage scénář: Speed Weed                     | 8. března 2018     | T27.13465 |
| 131          | 16        | The Thanatos Guild         | Joel Novoa         | Beth Schwartz a Ben Sokolowski                                                   | 29. března 2018    | T27.13466 |
| 132          | 17        | Brothers in Arms           | Mark Bunting       | Sarah Tarkoff a Jeane Wong                                                       | 5. dubna 2018      | T27.13467 |
| 133          | 18        | Fundamentals               | Ben Bray           | Speed Weed a Emilio Ortega Aldrich                                               | 12. dubna 2018     | T27.13468 |
| 134          | 19        | The Dragon                 | Gordon Verheul     | Spiro Skentzos a Elizabeth Kim                                                   | 19. dubna 2018     | T27.13469 |
| 135          | 20        | Shifting Allegiances       | Alexandra La Roche | Wendy Mericle a Rebecca Bellotto                                                 | 26. dubna 2018     | T27.13470 |
| 136          | 21        | Docket No. 11-19-41-73     | Andi Armaganian    | námět: Marc Guggenheim scénář: Ubah Mohamed a Tyron B. Carter                    | 3. května 2018     | T27.13471 |
| 137          | 22        | The Ties That Bind         | Tara Miele         | Ben Sokolowski a Oscar Balderrama                                                | 10. května 2018    | T27.13472 |
| 138          | 23        | Life Sentence              | James Bamford      | Wendy Mericle a Marc Guggenheim                                                  | 17. května 2018    | T27.13473 |

### Sedmá řada (2018–2019)
| Č. v seriálu | Č. v řadě | Původní název            | Režie              | Scénář                                                            | Premiéra v USA     | Prod. kód |
| ------------ | --------- | ------------------------ | ------------------ | ----------------------------------------------------------------- | ------------------ | --------- |
| 139          | 1         | Inmate 4587              | James Bamford      | Beth Schwartz a Oscar Balderrama                                  | 15. října 2018     | T27.13651 |
| 140          | 2         | The Longbow Hunters      | Laura Belsey       | Jill Blankenship a Rebecca Bellotto                               | 22. října 2018     | T27.13652 |
| 141          | 3         | Crossing Lines           | Gordon Verheul     | námět: Elizabeth Kim scénář: Onalee Hunter Hughes a Sarah Tarkoff | 29. října 2018     | T27.13653 |
| 142          | 4         | Level Two                | Ben Bray           | Emilio Ortega Aldrich a Tonya Kong                                | 5. listopadu 2018  | T27.13654 |
| 143          | 5         | The Demon                | Mark Bunting       | Benjamin Raab a Deric A. Hughes                                   | 12. listopadu 2018 | T27.13655 |
| 144          | 6         | Due Process              | Kristin Windell    | Sarah Tarkhoff a Tonya Kong                                       | 19. listopadu 2018 | T27.13656 |
| 145          | 7         | The Slabside Redemption  | James Bamford      | Jill Blankenship a Rebecca Bellotto                               | 26. listopadu 2018 | T27.13657 |
| 146          | 8         | Unmasked                 | Alexandra La Roche | Oscar Balderrama a Beth Schwartz                                  | 3. prosince 2018   | T27.13658 |
| 147          | 9         | Elseworlds, Part 2       | James Bamford      | námět: Caroline Dries scénář: Marc Guggenheim                     | 10. prosince 2018  | T27.13659 |
| 148          | 10        | My Name Is Emiko Queen   | Andi Armaganian    | Benjamin Raab a Deric A. Hughes                                   | 21. ledna 2019     | T27.13660 |
| 149          | 11        | Past Sins                | David Ramsey       | Onalee Hunter Hughes a Tonya Kong                                 | 28. ledna 2019     | T27.13661 |
| 150          | 12        | Emerald Archer           | Glen Winter        | Marc Guggenheim a Emilio Ortega Aldrich                           | 4. února 2019      | T27.13662 |
| 151          | 13        | Star City Slayer         | Gregory Smith      | Beth Schwartz a Jill Blankenship                                  | 11. února 2019     | T27.13663 |
| 152          | 14        | Brothers & Sisters       | Marcus Stokes      | Rebecca Bellotto a Jeane Wong                                     | 4. března 2019     | T27.13664 |
| 153          | 15        | Training Day             | Ruba Nadda         | Emilio Ortega Aldrich a Rebecca Rosenberg                         | 11. března 2019    | T27.13665 |
| 154          | 16        | Star City 2040           | James Bamford      | Beth Schwartz a Oscar Balderrama                                  | 18. března 2019    | T27.13666 |
| 155          | 17        | Inheritance              | Patia Prouty       | Sarah Tarkhoff a Elizabeth Kim                                    | 25. března 2019    | T27.13667 |
| 156          | 18        | Lost Canary              | Kristin Windell    | Jill Blankenship a Elisa Delson                                   | 15. dubna 2019     | T27.13668 |
| 157          | 19        | Spartan                  | Avi Youabian       | Benjamin Raab a Deric A. Hughes                                   | 22. dubna 2019     | T27.13669 |
| 158          | 20        | Confessions              | Tara Miele         | Onalee Hunter Hughes a Emilio Ortega Aldrich                      | 29. dubna 2019     | T27.13670 |
| 159          | 21        | Living Proof             | Gordon Verheul     | Oscar Balderrama a Sarah Tarkoff                                  | 6. května 2019     | T27.13671 |
| 160          | 22        | You Have Saved This City | James Bamford      | Beth Schwartz a Rebecca Bellotto                                  | 13. května 2019    | T27.13672 |

### Osmá řada (2019–2020)
| Č. v seriálu | Č. v řadě | Původní název                        | Režie           | Scénář                                                              | Premiéra v USA     | Prod. kód |
| ------------ | --------- | ------------------------------------ | --------------- | ------------------------------------------------------------------- | ------------------ | --------- |
| 161          | 1         | Starling City                        | James Bamford   | Beth Schwartz a Marc Guggenheim                                     | 15. října 2019     | T27.13951 |
| 162          | 2         | Welcome to Hong Kong                 | Antonio Negret  | Jill Blankenship a Sarah Tarkoff                                    | 22. října 2019     | T27.13952 |
| 163          | 3         | Leap of Faith                        | Katie Cassidy   | Emilio Ortega Aldrich a Elizabeth Kim                               | 29. října 2019     | T27.13953 |
| 164          | 4         | Present Tense                        | Kristin Windell | Oscar Balderrama a Jeane Wong                                       | 5. listopadu 2019  | T27.13954 |
| 165          | 5         | Prochnost                            | Laura Belsey    | Benjamin Raab a Deric A. Hughes                                     | 19. listopadu 2019 | T27.13955 |
| 166          | 6         | Reset                                | David Ramsey    | Onalee Hunter Hughes a Maya Houston                                 | 26. listopadu 2019 | T27.13956 |
| 167          | 7         | Purgatory                            | James Bamford   | Rebecca Bellotto a Rebecca Rosenberg                                | 3. prosince 2019   | T27.13957 |
| 168          | 8         | Crisis on Infinite Earths: Part Four | Glen Winter     | Marv Wolfman a Marc Guggenheim                                      | 14. ledna 2020     | T27.13958 |
| 169          | 9         | Green Arrow & The Canaries           | Tara Miele      | Beth Schwartz, Marc Guggenheim, Jill Blankenship a Oscar Balderrama | 21. ledna 2020     | T27.13959 |
| 170          | 10        | Fadeout                              | James Bamford   | Marc Guggenheim a Beth Schwartz                                     | 28. ledna 2020     | T27.13960 |